# Dzień Narodów Zjednoczonych
Dzień Narodów Zjednoczonych (ang. United Nations Day) – święto obchodzone corocznie 24 października w rocznicę wejścia w życie Karty Narodów Zjednoczonych (24 października 1945), ustanowione rezolucją 168 (II) z 31 października 1947. Z kolei rezolucją 2782(XXVI) z 6  grudnia 1971 roku Zgromadzenie Ogólne ONZ zaleciło państwom członkowskim, aby uznały ten dzień za święto państwowe.

## Obchody
Pierwsze obchody odbyły się w 1948 roku. Od 1978 rozpoczynają Tydzień Rozbrojenia.
W tym dniu na całym świecie odbywają się spotkania, dyskusje i wystawy poświęcone osiągnięciom i celom Organizacji Narodów Zjednoczonych takim jak utrzymanie pokoju i bezpieczeństwa międzynarodowego, rozwijanie przyjaznych stosunków między narodami, współpraca przy rozwiązywaniu problemów międzynarodowych i przy promowaniu poszanowania dla praw człowieka oraz koordynowanie działań państw świata. 
W państwach:
- Kostaryce, dzień ten jest świętem narodowym,
- Danii, Finlandii i Szwecji jest to Dzień Flagi, gdzie wraz z flagą narodową wywieszana jest flaga ONZ,
- Szwecji, od 2005 roku pieczone jest specjalne ciasto dla ONZ i konsumentów (szw. FN-bakelse),
- Stanach Zjednoczonych Ameryki corocznie wydawane jest orędzie przez prezydenta USA; ostatnie takie orędzie wydał Barack Obama,[potrzebny przypis]
- Kosowie, dzień ten jest oficjalnym dniem wolnym od pracy w Misji Tymczasowej Administracji ONZ.

W 2010 roku, w swoim przesłaniu do narodów, sekretarz generalny Organizacji Narodów Zjednoczonych powiedział:

W Dniu Organizacji Narodów Zjednoczonych składam wyrazy wdzięczności milionom ludzi na całym świecie, którzy głęboko wierzą w naszą pracę na rzecz pokoju, rozwoju a także praw człowieka i którzy realizując nasze idee pomagają osiągać wspólne cele. Wszystkim wam – przyjaciele i obywatele świata – dziękuję!.

## Światowy Dzień Informacji na temat Rozwoju(24 października)
Tego samego dnia Narody Zjednoczone obchodzą Światowy Dzień Informacji na temat Rozwoju (ang. World Development Information Day) ustanowiony w 1972 roku. Zgromadzenie Ogólne uznało, że obchody Dnia powinny odbywać się w tym samym czasie, co obchody Dnia Narodów Zjednoczonych.

## Podobne święta

### Szczególne lata ONZ
- 1985 – Międzynarodowy Rok Narodów Zjednoczonych w 40. rocznicę utworzenia Organizacji,
- 2001 – Rok  Narodów Zjednoczonych Dialogu między Cywilizacjami. Z tej okazji Światowy Związek Pocztowy zorganizował w 2000 roku międzynarodowy konkurs na projekt znaczka. W konkursie wzięło udział około 50 administracji pocztowych, w tym także Polska, której projekt autorstwa artysty plastyka Macieja Buszewicza zajął 3. miejsce[4].

### Dzień NZ dla Współpracy Południe-Południe(12 września)
23 grudnia 2004 roku Zgromadzenie Ogólne ogłosiło, że 19 grudnia każdego roku będzie obchodzony jako Dzień Narodów Zjednoczonych dla Współpracy Południe-Południe (rezolucja 58/2203). Data ta nawiązuje do przyjętego przez Zgromadzenie Ogólne w 1978 roku w Buenos Aires Planu Działania dla Promocji i Realizowania Współpracy Technicznej pomiędzy krajami rozwijających się (rezolucja 33/134). Decyzją z 22 grudnia 2011 Zgromadzenie przeniosło ten dzień na 12 września.